# Джейкобс, Джошуа Уэст
Джошуа Уэст Джейкобс (англ. Joshua West Jacobs; 24 июня 1843, Данвилл, Бойл, Кентукки — 13 октября 1905, Лос-Гатос, Санта-Клара, Калифорния) — американский военный деятель, бригадный генерал Армии США.

## Биография

### Происхождение и семья
Джошуа Уэст Джейкобс родился 24 июня 1843 года в Данвилле, округ Бойл, штат Кентукки. Был из семьи Джона Адамсона Джейкобса (1806—1869) и его первой жены Сьюзан Уолкер Фрай, урождённой Пауэлл (1807—1849). Брат — Джон Уильям Джейкобс (1837—1862), выпускник Сентр-колледжа и Данвиллской теологической семинарии, капеллан 4-го Кентуккийского полка, скончался от болезни во время ухода за ранеными в госпитале во время Гражданской войны.
По отцу приходился внуком кентуккийским первопоселенцам Джошуа Джейкобсу (ум. 1819) и Мэри, урождённой Адамсон (ум. 1818). Джейкобс-старший был педагогом и основателем первой в штате школы для глухих в Данвилле, в течение 44 лет (с 1835 года до самой смерти) он занимал должность её суперинтенданта. Его племянник — Джон Адамсон Джейкобс-младший (1839—1878), участник Гражданской войны на стороне Союза, после кончины своего дяди сменил его в должности суперинтенданта школы для глухих.
Дедом Джошуа по матери был майор Роберт Пауэлл (1753—1815) — участник революционной войны и сын капитана Эмброуза Пауэлла (1713—1788), геодезиста, в честь которого была названа долина Пауэлла и река в Виргинии. Роберт Пауэлл был близким другом Джеймса Мэдисона, а жена — кузиной Джорджа Вашингтона. Прямым потомком Пауэллов был Эмброуз Пауэлл Хилл, генерал-лейтенант Армии Конфедерации.

### Военная служба
В первые месяцы Гражданской войны, в 1861 году, будучи второкурсником Сентр-колледжа, в возрасте 17 лет решил записаться в федеральную Армию США, приняв сторону Союза, несмотря на то, что Кентукки был нейтральным штатом. 10 ноября того же года зачислен рядовым в 4-й Кентуккийский волонтёрский пехотный полк, где прослужил всю войну. 1 января 1862 года повышен до сержант-майора, всего за год службы. Принял участие во многих битвах, в том числе в сражении при Шайло. 25 сентября получил звание первого лейтенанта. Служил в кавалерии Союза под началом генерала Дэниела Маккука-младшего, участвовал в Атлантской кампании. 1 сентября 1863 года повышен до капитана. Дважды попадал в плен, но оба раза был обменен: однажды семь месяцев просидел в тюрьме в Чарлстоне, а на свободу вышел в обмен на своего двоюродного брата лейтенанта 30-го Миссисипского полка Хобсона Пауэлла, впоследствии убитого в битве под Стоун-Ривер близ Мурфрисборо.
1 июля 1865 года повышен до майора. После окончания войны, 17 августа 1865 года всего в 22 года с почётом уволён со службы как ветеран боевых действий. Несмотря на уговоры отца, недолго пробыл на гражданке и 28 июня 1866 года в звании второго лейтенанта поступил на службу в регулярную армию — в 18-й пехотный полк. 21 сентября 1866 года переведён в 36-й пехотный полк. Служил на строительстве Северо-Тихоокеанской железной дороги, охраняя её от индейцев. 1 марта 1867 года повышен до первого лейтенанта.
19 мая 1869 года переведён в 7-й пехотный полк, где 1 июня того же года получил должность полкового квартирмейстера, которую занимал в течение 14 лет. Принял участие в нескольких кампаниях индейских войн. 26 июня 1876 года как член штаба колонны «Монтана» под командованием генерала Джона Гиббона первым увидел поле битвы при Литл-Бигхорне после произошедшей там резни индейцами солдат командира 7-го кавалерийского полка Джорджа Кастера. 8—9 августа 1877 года выполнил разведку индейских позиций и принял участие в последовавшей за ней битве при Биг-Хоул, ввиду чего «за отважную и выдающуюся службу» дважды временно повышался до капитана. В 1886 году под началом генерала Джорджа Крука участвовал в принятии капитуляции Джеронимо, вождя апачей.
8 марта 1882 года повышен до капитана в должности ассистента квартирмейстера со штаб-квартирой в форте Стэнтон, территория Нью-Мексико. В 1885 году как управляющий военными контрактами был назначен на работы по проектированию и строительству форта Макферсон на окраине Атланты, штат Джорджия. Будущий форт был назван в честь генерал-майора Джеймса Макферсона, убитого во время сражения при Атланте в 1864 году. Несмотря на то, что Джейкобсу были даны лишь устные инструкции касательно общей концепции устройства форта, он на основе своего военного опыта лично разработал первоначальный план строительства, подготовил планы конкретных зданий и свои соображения по поводу их технических характеристик, а также сам составлял строительные контракты, причём вся документация без поправок утверждалась генерал-квартирмейстером. Форт был построен в 1886—1889 годах местными подрядчиками, при том, что внимательный к деталям Джейкобс часто указывал им на недостатки в материалах или касательно качества работы. В итоге на месте леса возник небольшой, автономный город; кварталы, казармы, штаб-квартиры, больницы, пекарни, гауптвахты, конюшни, почта, площадка для парадов меж двух рядов строений. За проделанную работу Джейкобс получил благодарность от президента Торговой палаты Атланты Руфуса Буллока. Впоследствии несколько десятков зданий форта Макферсон, представляющего собой исторический район Атланты, как работа Джейкобса были занесены в Национальный реестр исторических мест США.
В 1891 году был переведён в форт Райли, штат Канзас, где также занимался строительством зданий. 31 декабря 1894 года повышен до майора в должности квартирмейстера со штаб-квартирой на острове Говернорс, штат Нью-Йорк. Также был квартирмейстером форта Снеллинг, штат Миннесота, и главным квартирмейстером Департамента Дакота. В 1898 году во время испано-американской войны в качестве главного квартирмейстера 5-го армейского корпуса служил на Кубе, где, по видимому, заразился малярией или жёлтой лихорадкой. 1 ноября 1900 года повышен до подполковника в должности заместителя генерал-квартирмейстера, а 2 августа 1903 года — до полковника в должности ассистента генерал-квартирмейстера. 25 июня 1904 вышел в отставку с присвоением звания бригадного генерала после 40 лет службы.
Джошуа Уэст Джейкобс скончался 13 октября 1905 года от последствий болезней в возрасте 62 лет в Лос-Гатосе, округ Санта-Клара, штат Калифорния. Похоронен на кладбище Белвью в Данвилле: на его могиле лежит надгробная плита с изображёнными на ней скрещенными саблями — символом Кавалерии США.

## Личная жизнь
Ростом в шесть футов и два дюйма, стройный и гибкий как индеец, Джейкобс до последних дней отличался достоинством, присущим ему как офицеру Армии США. Увлекался рыбалкой и охотой, собрав большое количество трофеев — бизонов, горных баранов, оленей и антилоп.
1 марта 1886 года в Томасвилле, штат Джорджия, Джошуа Джейкобс женился на Грейс Фэрчайлд Шут (1865—1917), дочери Ричарда Шута, капиталиста из Миннеаполиса, штат Миннесота. У них было трое сыновей: Уэст Шут (р. 1886), Роберт Янг (р. 1891), Чарльз Уильям (р. 1893).
Уэст Шут Джейкобс (1886—1937), подполковник Корпуса береговой артиллерии Армии США, выпускник Военной академии США в Вест-Пойнте (1908), преподаватель современных языков и профессор французского языка в Вест-Пойнте, профессор военной науки и тактики в Миннесотском университете, в 1909 году женился на Эстер Данвуди, дочери бригадного генерала Генри Данвуди, имел трёх сыновей и трёх дочерей.